# Descurainia hartwegiana
Descurainia hartwegiana là một loài thực vật có hoa trong họ Cải. Loài này được (E.Fourn.) Britton mô tả khoa học đầu tiên năm 1894.